# Kościół Macierzyństwa Najświętszej Maryi Panny w Zbąszynku
Kościół pw. Macierzyństwa Najświętszej Maryi Panny w Zbąszynku – rzymskokatolicki kościół parafialny, w Zbąszynku, w powiecie świebodzińskim, w województwie lubuskim. Należy do dekanatu Babimost diecezji zielonogórsko-gorzowskiej.

## Historia
Budowla została wzniesiona jako świątynia protestancka. Projekt budowy kościoła ewangelickiego został opracowany w Biurze do spraw Budownictwa Nadziemnego Wschodniej Dyrekcji Kolei Państwowych we Frankfurcie nad Odrą. Głównym projektantem świątyni jest Beringer (Radca Kolei Państwowych) i współpracujący z nim architekt Kausche (Inspektor Techniczny Kolei Państwowych), natomiast kierownictwo budowy zostało powierzone Krajowemu Urzędowi Budowlanemu w Koszalinie. 
Budowa kościoła rozpoczęła w sierpniu 1928 roku i zakończyła się w grudniu 1929 roku. Początkowo miał to być kościół na 380 miejsc siedzących, z pokojem dla konfirmowanych i domem dla pastora. Dzięki wsparciu finansowemu parafii ewangelickiej została dokonana korekta w projekcie: w świątyni zostały dodane dalsze 83 miejsca oraz zaplanowana została budowa domu opieki z salą zebrań. Według projektu zespół budynków parafii miał się składać ze: zboru (w środku założenia), domu parafialnego (od strony południowej) oraz domu opieki z salą zebrań (od strony północnej). 
W 1929 roku został oddany do użytku zbór, plebania i sala zebrań (w stanie surowym), Natomiast w późniejszym czasie został wybudowany dom opieki. 

### Po II wojnie światowej
Po zakończeniu drugiej wojny światowej i opuszczeniu miasta przez ludność niemiecką świątynia miała zostać zaadaptowana na kościół rzymskokatolicki. Po otrzymaniu zezwoleń władz państwowych i kościelnych w dniu 21 października 1945 roku miała miejsce uroczystość poświęcenia przez księdza Jana Pipusza ewangelickiego kościoła na kościół rzymskokatolicki w mieście, jednocześnie otrzymał on wezwanie Macierzyństwa Najświętszej Maryi Panny.